# Pierrick Pédron
Pierrick Pédron (Saint-Brieuc, 23 aprile 1969) è un sassofonista francese di jazz.

## Biografia
Pierrick Pédron scopre il jazz durante la sua giovenizza, a 16 anni, dopo aver debuttato in balli popolari in Bretagna.
Entra a far parte del CIM nel 1987.
Inizia a registrare nel 1994 con la compagnia di Magic Malik e ha partecipato al "Douzetet de Sax" insieme a Lionel Belmondo e François Théberge.
Dopo aver registrato con Ernie Hammes, si trasferisce per diversi mesi a New York, dove ha modo di esibirsi in numerosi club.
Ritornato in Francia, Pierrick registra il suo primo album come leader chiamato Cherokee (2001). Allo stesso tempo, è scelto da Selmer per progettare il sassofono contralto "Reference" (commercializzato nel 2003) . Nello stesso periodo lancia inoltre il suo quartetto, suonato in duetto con Michel Graillier e mandato avanti insieme ai fratelli Lionel e Stéphane Belmondo.
Nel 2004, Pierrick Pédron registra "Classical Faces en sextet" insieme a Pierre de Bethmann, Magic Malik, Franck Agulhon, Thomas Savy e Vincent Artaud. Il disco riceve delle critiche positive dalla critica (disco emozionale Jazz Magazine, premio Charles Cros, ƒƒƒ Télérama).
Prende anche parte alla Big Band Jazz di Parigi, nelle Septette di Jacques Vidal e si esibisce nella grande band di Wynton Marsalis.
Nel 2005 torna a New York, dove registra con Mulgrew Miller, Lewis Nash e Thomas Bramerie Deep in a Dream (definito "shock dell'anno 2006" per Jazzman e "disco emotivo dell'anno" per Jazz Magazine).
Nel 2011, compare in le Cheerleaders, prodotto da Jean Lamoot, un album che va dal "bal bop a psyché top". Nell'album Pierrick suona come sestetto, accompagnato da una banda di diciassette ottoni e un coro di sei voci. Il tutto ha come sfondo la vita di una cheerleader, raccontando i tormenti di una notte e della vita di una " cheerleader " . Anche quest'album viene accolto con critiche positive dalla stampa  , , .
Nel 2012 appare in Kubic's Monk (insieme a Franck Agulhon, Thomas Bramerie e alcune canzoni di Ambrose Akinmusire. Gli accordi sono firmati da Vincent Artaud). Questo disco, contenente brani poco conosciuti di Thelonious Monk, viene positivamente recensito dalla critica  ,.

## Premi
- 1996: vincitore del concorso di difesa nell'ambito della formazione "Artaud / Blanchet".
- 2006: Premio Django-Reinhardt (miglior artista). 
  - Premio Boris Vian della Jazz Academy (miglior disco registrato da un musicista francese) (è la prima volta che un artista riceve questi due premi nello stesso anno).
- 2007: nominato per i Victoires du Jazz.
- 2012: nominato nella categoria "artista o formazione dell'anno" al Victoires du jazz.
- 2013: Premio del disco francese assegnato dalla Jazz Academy [9] per il monaco di Kubic.
- 2016: nominato per i Victoires du jazz.

## Discografia

### Come leader
- 2001: Cherokee, Elabeth
- 2004: Classic Faces, Plus Loin Music
- 2007: Deep in a Dream, Plus Loin Music
- 2009: Omry, Plus Loin Music
- 2011: Cheerleaders, Act Music
- 2012: Kubic's Monk, Act Music
- 2014: Kubic's Cure, Act Music
- 2016: And The, Jazz Village

### Come sideman
Insieme a:
Magic Malik
- 1997: HWI Project, Salam Aleikum
- 2011: Short Cuts, Bee Jazz

Teófilo Chantre
- 1998: Di Alma, Lusafrica

Ernie Hammes

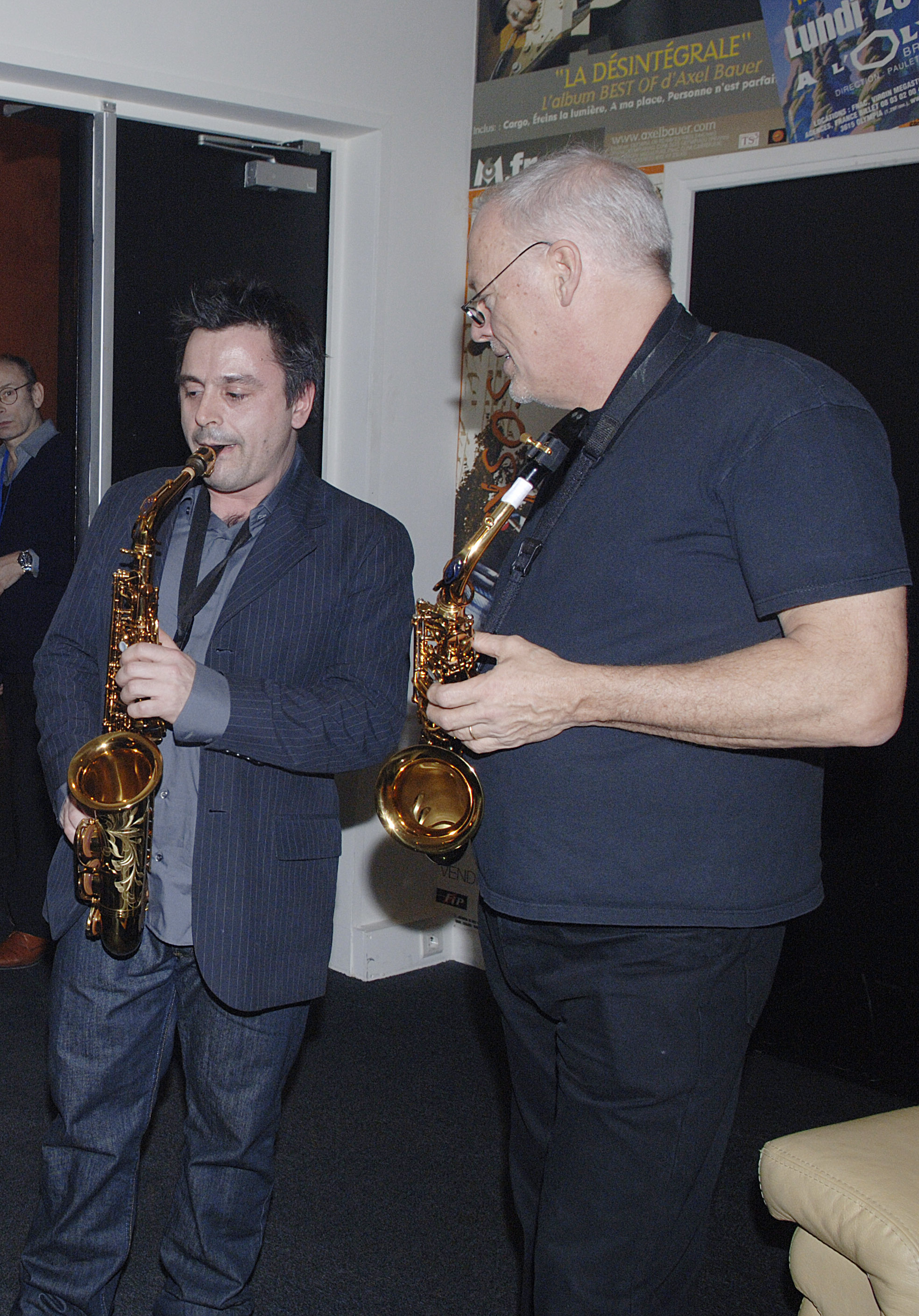
Pierrick Pedron e David Gilmour.

- 2000: Stepwise, Blue Concept / LIP Records

Gordon Beck
- 2005: Seven Steps to Heaven, Art of Life

Elisabeth Kontomanou
- 2007: Back To My Groove, Plus Loin Music

Alice e Cécile
- 2007: All You Need Is a Song, Djaz Records

Melanie Dahan
- 2008: The Princess and The Croque-Notes, Sunnyside (su By Bicyclette)

Jean-Michel Proust
- 2009: Until It's Time For You To Go, Cristal Records

Gregory Houben
- 2010: Greg Houben Meets Pierrick Pédron, Plus Loin Music

Jacques Vidal
- 2011: Mingus Spirit, Plus Loin Music

G's Way
- 2011: Seventy Seven, G's Way (a Parisisco)

Jean-Philippe Bordier
- 2012: Duke Celebration, Jean-Philippe Bordier

China Moses e Raphael Lemonnier
- 2012: Crazy Blues, MadeinChina (su Why Don't You Go Right )